# Kung Fu Panda 3
Kung Fu Panda 3 är en datoranimerad actionkomedifilm producerad av Dreamworks Animation och Oriental Dreamworks, och distribueras av 20th Century Fox. Den är regisserad av Jennifer Yuh Nelson och Alessandro Carloni, skriven av Jonathan Aibel och Glenn Berger, samt producerad av Melissa Cobb och Guillermo del Toro. Det är uppföljaren till Kung Fu Panda 2 från 2011. Filmen karaktärer röstas av bland andra Jack Black, Angelina Jolie, Dustin Hoffman, Seth Rogen, Jackie Chan, Lucy Liu, David Cross, Bryan Cranston, Kate Hudson och J.K. Simmons. Filmen hade biopremiär den 28 januari 2016 i bland annat Ryssland och Ukraina, den 29 januari 2016 i USA och den 18 mars i Sverige.

## Rollista
| Figur              | Engelsk röst          | Svensk röst        |
| ------------------ | --------------------- | ------------------ |
| Po                 | Jack Black            | Lawrence Mackrory  |
| Mästare Tigrinnan  | Angelina Jolie        | Anneli Heed        |
| Mästare Shifu      | Dustin Hoffman        | Claes Ljungmark    |
| Kai                | J.K. Simmons          | Steve Kratz        |
| Mästare Viper      | Lucy Liu              | Cecilia Wrangel    |
| Mästare Apan       | Jackie Chan           | Janne Westerlund   |
| Mästare Syrsan     | Seth Rogen            | Hasse Brontén      |
| Mästare Tranan     | David Cross           | Jakob Stadell      |
| Li Shan            | Bryan Cranston        | Stephan Karlsén    |
| Mei Mei            | Kate Hudson           | Sanna Sundqvist    |
| Herr Ping          | James Hong            | Calle Carlswärd    |
| Stormästare Oogway | Randall Duk Kim       | Hans Wahlgren      |
| Mästare Krokodilen | Jean-Claude Van Damme | Anders Öjebo       |
| Mästare Björnen    | Fred Tatasciore       | Lasse Svensson     |
| Mästare Tuppen     | Stephen Kearin        | Hasse Jonsson      |
| Bao                | Steele Gagnon         | Henry Gillinger    |
| Farmor Sarah       | Barbara Dirikson      | Irene Lindh        |
| Dim                | Al Roker              | Mikael Regenholz   |
| Sum                | Willie Geist          | Anders Öjebo       |
| Mi                 | Radzi Chinyanganya    | Hans Wahlgren      |
| Yoo                | Pax Jolie-Pitt        | Annika Rynger      |
| Ku Ku              | Knox Jolie-Pitt       | Kristoffer Hansson |
| Meng Meng          | Zahara Jolie-Pitt     | Lily Wahlsteen     |
| Shuai Shuai        | Shiloh Jolie-Pitt     | Fabienne Glader    |
| Lei Lei            | Liam Knight           | Lily Wahlsteen     |
| Peony              | Lindsey Russell       | Cecilia Wrangel    |
| Herr Gås           | Mike Mitchell         | Manfred Erlandsson |